# デジコン
デジコン電子株式会社は、愛知県一宮市富士に存在した遊戯銃メーカー。瀬戸行雄（2011年6月没）が1950年代に創業した。元はラジコン装置の製造販売を手掛けていたが、後に遊戯銃の製造販売に転じた。

## デジコン７
元はラジコン送受信機システムのメーカーであったが、現在では生産しておらず、入手も困難となっている。代表機種は「デジコン７」でこれゆえに長時間飛行を試みる模型愛好家もいた。
当時としての性能は非常に良く、無線装置の安定性があり、「デジコンは落ちない」といわれ、多くの競技参加者が使用していた。ラジコン用プロポのメーカーとしては、1960年代後半から70年代後半頃までが絶頂期であった。一時期スタント競技出場者の90パーセント以上がこのメーカーのプロポを使用していた。創業社長の設計によるもので、下請けと外注をうまく使って高品質な製品を送り出していたが、ラジコン装置の中身が本当にすべてデジタル化=コンピュータ化していくのに伴い市場を失った。

## 遊戯銃の特徴
1990年11月に遊戯銃の製造販売に参入した。
デジコンのエアソフトガンは、全て固定スライドガスガンである。「競技用」と銘打ち、敢えてホップアップシステムを搭載していない。
- 安価であるが、高級感に乏しい
各モデルは安価であるが、ABS樹脂の多用や成型痕が目立つ。また、商品全体として塗装が剥がれやすい。
- ブローバックガスガンが無い
現在業界で主流のブローバックガンがモデル化されていない。
- 業界の自主規制団体に所属しておらず、ハイパワー
銃刀法改正前にはノーマルで3J近く出るモデルもあった。銃刀法改正後の現在でも法律ギリギリのパワーである。

単純で丈夫な構造故に、炭酸ガスをレギュレーターなどで減圧せずに利用しボールベアリング球を発射できるように改造する者が相次いだ。
通常のモデルの場合〜9J(ジュール)が限度で、BV式のカスタムガンには遠く及ばず、手動コッキングタイプのカスタムガンとさえ大した差は無かったが、ハックメカトロがバランスバルブを発売した事で状況は一変、バレル長によっては30Jを超えることも可能となった。
こうして同社の製品は、それまでアングラの極みのカスタムであった高圧カスタムを、一気にメジャーな物としたとされる。
なお、2005年に多発した違法改造エアソフトガンによる破損・負傷事件で使われたエアソフトガンの多くは、デジコン社の製品が大多数であることが知られている。
とはいえ、固定スライドガスガンとしての出来は良好であるとされることもあり、威力を低下させ、ホップアップシステムを搭載する改造を施すことでサバイバルゲームへの投入も可能となる。もともと「デジコン=ハイパワーで危険」のイメージが根強く、反発を受けることもあったが、改正銃刀法の施行に伴いデジコンユーザーは更に反発を受けていると言われる。時には、参加者のエアソフトガンは全て測定するというルールでありながら他社製の拳銃タイプのガスガンが威力測定を免除され、デジコン製品のみ要求されるという事態すらある。
また、改正法の施行を前に改修型が出荷されたものの、対処方法がきわめて単純であったためすぐさま改造方法がインターネット上などに流布し、これに不信感を持った玩具流通はデジコン製品の取り扱いを控える方向に向かった。
現在はユーザーやメーカー、ショップが適正威力に修正したものがオークションなどで出回っている。デジコン自身のハイパワー志向はいまだに強いとされるが、無論、現在は銃刀法違反となる0.989J以上のモデルは存在しない。だが、改修を施しておらず、準空気銃扱いとなるデジコン製品を所持している人は多いと見られており、既に逮捕者も出てしまうという事態が発生している。また、銃刀法に適合する改修を加えられたものの構造が単純である事から抜本的な改造対策にはなっておらず、現在も強化改造部品を販売するアングラショップが存在している。
アングラショップは、デジコン製品対応とは明示せず汎用空圧部品の体裁を取っている場合が多く、取締りを困難にしている。
エアガンの弾となるBB弾には十数種類あり、同社も幾つかの種類を販売していた。そのなかには通常のBB弾が0.12〜0.3gに対し、同社のBB弾のなかには0.36gや0.43gという超重量弾もあった。0.43gのBB弾には鉛が混入されているため、このような重量が可能となっていた。しかし現在0.43gと0.36gのBB弾は製造されておらず、入手が困難となっている。

## ラインナップ
絶版および生産終了品・未改修品は改正銃刀法不適合である。(2007年6月現在)

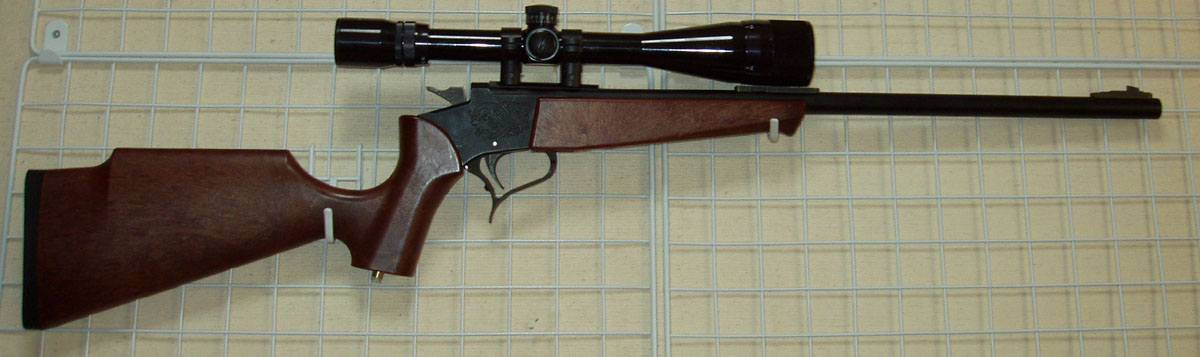
デジコン　ターゲット

ターゲットシリーズ
8インチ
13インチ(絶版)
ハンター20インチ
ハンター30インチ(絶版)
(8、13、20、30インチの別売りバレルユニット有り)
- M92F
標準バレル
ロングバレル(改正銃刀法に適合不可のため生産終了)

- ストレートカスタム
6インチ
10インチ
(6、10、14、18インチの別売りバレルユニット有り)

- イーグル
6インチ
10インチ(改正銃刀法に適合不可であるため生産終了)
(6、10、14インチの別売りバレルユニット有り)

- MP5(BV式)

## デジコン製品の特徴
- 構造がシンプルであり、故障が少ない
構造が簡単な上、丈夫である。

- 威力がある
銃刀法改正前のハンター20インチの公称値は0.43gで2.55Jだった。
現在でもパワーを保っている。

構造がシンプルなのは意図したものであり、企業としての技術力が低い訳ではない。
短命の製品ではあったがMP5は、いわゆるBV式構造としては他社製品を含めた中でも非常に完成度が高く、確実に作動するセミオートや複雑なバースト射撃機構などよく考えられたものであった。

## 報道
デジコン電子の製品を取り扱わないようにと問屋などに働きかけて営業を妨害したとして、損害賠償を求めて日本遊戯銃協同組合（デジコン電子は非加入）を告訴した。一審はデジコン電子が勝訴し、二審で和解が成立した。
2003年6月には、殺傷能力を持つよう改造可能な遊戯銃を販売したとして、武器等製造法違反の疑いで滋賀県警生活保安課により家宅捜索を受けた。デジコン電子と同時に、改造用部品メーカーのハックメカトロと部品卸業者のフジカンパニーも家宅捜索を受けている。
2012年2月には、創業者の瀬戸行雄が2011年6月に死去したこと、妻が後を継いで2代目の社長となったこと、創業者の遺産のうち4400万円が遺族から一宮市へ寄付されたことが報じられた。

## 注
1. 1 2 3 4 5 6  三輪喜⼈ (2012年2月21日). “夫の遺志　世に役⽴てて　⼀宮の瀬⼾さん　市に４４００万円寄付”. 中日新聞朝刊尾張総合版:  p. 15
2. ↑  “エアガンメーカーのデジコン直販 特定商取引に関する法律に基づく表示”. 2016年11月1日時点のオリジナルよりアーカイブ。2018年8月21日閲覧。
3. ↑  ラジコン技術2010年12月号に久しぶりに記事が登場した。
4. 1 2  “業界団体に賠償命令　「加⼊断った業者の取引を妨害」　東京地裁”. 朝日新聞東京朝刊:  p. 37. (1997年4月10日)
5. ↑  “⼀宮のエアガン業者、業界団体と和解が成⽴　東京⾼裁　【名古屋】”. 朝日新聞名古屋朝刊:  p. 25. (1997年12月20日)
6. 1 2  “改造可能なエアガン販売　滋賀、メーカー捜索”. 産経新聞大阪朝刊:  p. 31. (2003年6月18日)